# F91 Dudelange
L'F91 Dudelange è una società calcistica lussemburghese con sede nella città di Dudelange. Milita in Division Nationale, la massima serie del campionato lussemburghese di calcio, della quale ha vinto 16 edizioni.
È stata la prima squadra del Granducato a essersi qualificata alla fase a gironi di una competizione UEFA, la UEFA Europa League 2018-2019.

## Storia
L'F91 Dudelange è nato nel 1991 dalla fusione tra Alliance Dudelange, Stade Dudelange e US Dudelange. Tutte e tre le compagini di Dudelange avevano oltretutto vinto in precedenza diverse coppe nazionali (lo Stade anche 10 campionati), ma furono costrette ad unirsi a causa delle forti difficoltà economiche. Al momento dell'unione, lo Stade Dudelange e l'US Dudelange militavano in terza divisione, mentre l'Alliance Dudelange era impegnato a mantenere la seconda divisione. Il nuovo club nella stagione 1991-1992 acquisì il titolo sportivo dell'Alliance per iscriversi in seconda divisione.
Conquistò la promozione alla prima stagione e dal 1992-1993 al 1996-1997 terminò il campionato nella seconda metà della classifica. Verso la fine degli anni novanta pose fine al dominio del Jeunesse Esch vincendo il titolo nella stagione 1999-2000. Nella stagione 2004-2005 il Dudelange vinse il campionato e si qualificò al turno preliminare di UEFA Champions League. Nella massima competizione europea riuscì a passare il turno battendo i bosniaci dello Zrinjski Mostar e risultò di fatto la prima squadra di calcio del piccolo granducato al passare il primo turno preliminare. Successivamente la squadra venne facilmente eliminata dal Rapid Vienna.
Nel 2006, nel 2007 e nel 2009 ha realizzato il double, conquistando sia il campionato che la coppa. La stagione 2011-2012 si rivela più complicata della precedente, l'F91 Dudelange comincia male il campionato ritrovandosi 4 in classifica. Dan Theis viene esonerato dal presidente. Arriva dall'FC Metz Didier Philippe, che porterà la sua esperienza alla squadra. L'F91 vince il decimo titolo di campionato con 3 punti in più dalla seconda, la Jeunesse Esch, contro cui ha vinto anche la finale di Coppa del Lussemburgo.
La stagione successiva nel primo turno preliminare della UEFA Champions League 2012-2013 elimina i sammarinesi del Tre Penne con un risultato complessivo di 11 a 0, al secondo turno elimina a sorpresa gli austriaci del Red Bull Salisburgo grazie al successo all'andata in casa per uno a zero e alla sconfitta di misura per 3 a 4 nella partita di ritorno. Dopo essere stati sconfitti dal Maribor con un risultato di 4-1 (rete segnata dal fantasista Aurélien Joachim, autore di 7 gol in Champions League) nella partita di andata in Slovenia, e 0-1 a Dudelange, l'F91 si ritrova in UEFA Europa League ad affrontare gli israeliani dell'Hapoel Tel Aviv. Le partite verranno rispettivamente giocate il 23 agosto in Israele il 30 agosto a Dudelange.
Nella stagione 2012-2013, l'F91 si impone in casa contro l'Etzella Ettelbruck per 1-0. Tuttavia la federcalcio lussemburghese decide di spostare la seconda giornata di campionato per il Dudelange e la Jeunesse Esch, per via della partita di Champions contro il Maribor del 3 agosto 2012. Durante la terza giornata della Division Nationale, l'F91 Dudelange si impone nuovamente per 5-1 contro l'Union 05 Football Club De Kayl Tétange e si ritrova in cima alla classifica con una giornata in meno. Nella Division Nationale 2012-2013 il Dudelange arriva secondo a quota 55 punti e si qualifica per il primo turno di UEFA Europa League 2013-2014: qui affronta il Milsami Orhei, squadra moldava, perdendo in Moldavia 1-0 e pareggiando in casa 0-0. La squadra lussemburghese viene così eliminata.
Nella Division Nationale 2013-2014 il Dudelange vince il campionato all'ultima giornata, vincendo 3-0 proprio contro i rivali del Fola Esch con una tripletta di Julien Jahler.
Partecipa così ai preliminari di UEFA Champions League 2014-2015, partendo dal secondo turno. Qui affronta i campioni di Bulgaria del Ludogorec. Nell'andata in Bulgaria finisce 4-0 per i padroni di casa, mentre al ritorno in casa la squadra lussemburghese pareggia 1-1 (a segno Turpel). Per la stagione 2014-2015 l'esperienza europea dei lussemburghesi finisce al secondo turno preliminare.
Nella stagione 2015-2016 il Dudelange partecipa, invece, all'UEFA Europa League e, partendo dal primo turno preliminare, affronta gli irlandesi dell'UCD.
Il risultato dell'andata, giocata in Irlanda, è di 1-0 per gli irlandesi, mentre al ritorno il Dudelange vince per 2-1 in casa (in gol Joël Pedro e Nakache), risultato, però, non sufficiente per il passaggio del turno in virtù della regola dei gol fuori casa, che premia l'UCD. Nella stagione seguente il Dudelange, avendo vinto il campionato, si qualifica per l'UEFA Champions League 2016-2017. Al secondo turno preliminare trova i campioni dell'Azerbaigian del Qarabağ, che eliminano i lussemburghesi.
Nella stagione 2018-2019 viene eliminata al primo turno preliminare di UEFA Champions League 2018-2019 dagli ungheresi del Fehérvár, venendo così ammessa al secondo turno di qualificazione della UEFA Europa League 2018-2019. Dopo aver superato sia il secondo sia il terzo turno (contro Drita e Legia Varsavia, con una vittoria per 1-2 in Polonia), giunge ai play-off, dove sconfigge il CFR Cluj con un doppio successo, guadagnando così la qualificazione alla fase a gironi, un traguardo storico per la compagine del granducato, che mai aveva qualificato una sua squadra in una competizione UEFA. Per la fase a gironi il Dudelange è sorteggiato nel gruppo F assieme a Olympiakos, Milan e Betis. Realizza il suo primo gol in una competizione europea (preliminari e play-off esclusi) nella sfida dell'8 novembre 2018 persa per 5-1 contro l'Olympiakos in Grecia. Il 29 novembre, durante la 5ª giornata della fase a gironi, diventa la prima squadra lussemburghese a segnare un gol a San Siro, nella partita persa per 5-2 contro il Milan (in cui il club del granducato si era financo portata in vantaggio per due reti ad una). Il 13 dicembre, all'ultima giornata del girone, il Dudelange pareggia per 0-0 in casa contro gli spagnoli del Betis, guadagnandosi il primo storico punto europeo. Il cammino si chiude, quindi, con il quarto posto nel girone, con un solo punto totalizzato.
Il club, uscente vincitore dal proprio campionato nazionale, ripete la sua esperienza europea partendo dal primo turno preliminare di Champions League 2019-2020; nonostante i favori della vigilia, il team lussemburghese, con due pareggi, viene eliminato immediatamente dal Valletta, compagine maltese, vedendosi così costretti a prendere parte al cammino per l’altra coppa, l’Europa League. Eliminati i campioni macedoni dello Škendija con un importante successo per 2-1 ottenuto in trasferta, il club del granducato ottiene l’ennesimo passaggio del turno anche contro i campioni estoni del Kalju Nõmme, imponendosi in entrambi i match per 3-1 in casa (con tripletta di Dominik Stolz) ed 1-0 in trasferta. L’ultimo ostacolo prima della fase a gironi è la sorpresa Ararat; il match di andata giocato in Armenia vede il Dudelange perdere per 2-1, subendo il secondo gol al 94º minuto, mentre quello di ritorno termina con lo stesso punteggio, ma a squadre invertite, portando così l’incontro prima ai supplementari, in seguito ai calci di rigore. Qui il team lussemburghese si impone, ad oltranza, per 5-4 e raggiunge nuovamente la fase a gironi di Europa League, la seconda della storia nonché seconda consecutiva. Il club viene sorteggiato nel girone A con Siviglia, Qarabağ ed APOEL. Per il match di apertura, giocato il 19 settembre, il Dudelange fa visita proprio a quest’ultimi, in Cipro: i lussemburghesi partono sfavoriti alla vigilia, ma riescono a chiudere il primo tempo in vantaggio di un gol, vantaggio che viene raddoppiato subito ad inizio ripresa. Tuttavia, i padroni di casa impiegano esattamente 4 minuti (tra il 54º ed il 58º minuto) per ribaltare il punteggio sul 3-2 e spegnere l’entusiasmo degli ospiti; nonostante ciò, i lussemburghesi non perdono le speranze e riescono prima a pareggiare, poi a capovolgere nuovamente la situazione portandola sul 3-4, bloccando il risultato fino al triplice fischio: si tratta della prima vittoria alla fase a gironi di una competizione europea di tale squadra, nonché primo club lussemburghese in assoluto. Dopo quattro sconfitte consecutive (alcune anche pesanti come il 5-2 subito in casa dai Siviglia) il club lussemburghese strappa un pareggio per 1-1 agli azeri del Qarabag, risultato che fino al 92º era dalla parte del Dudelange; la seconda avventura europea del piccolo club si conclude con il quarto posto nel girone A con quattro punti, 8 gol realizzati e 18 subiti.
Partecipa alla UEFA Champions League 2022-2023 in cui passa il primo turno contro gli albanesi del Tirana (1-0 e 2-1). Nel secondo turno vince contro gli armeni del Pyunik all'andata (1-0 e terzo successo di fila in Champions League) ma al ritorno perdono 1-4, dopo essere passati di nuovo in vantaggio, e vengono eliminati.

## Palmarès

### Competizioni nazionali
- Campionato lussemburghese: 16

1999-2000, 2000-2001, 2001-2002, 2004-2005, 2005-2006, 2006-2007, 2007-2008, 2008-2009, 2010-2011, 2011-2012, 2013-2014, 2015-2016, 2016-2017, 2017-2018, 2018-2019, 2021-2022
- Coppa del Lussemburgo: 8

2003-2004, 2005-2006, 2006-2007, 2008-2009, 2011-2012, 2015-2016, 2016-2017, 2018-2019
- Éirepromotioun: 3

1961, 1969, 1991-1992

### Altri piazzamenti
- Campionato lussemburghese:

Secondo posto: 1998-1999, 2002-2003, 2003-2004, 2009-2010, 2012-2013, 2020-2021
Terzo posto: 2014-2015, 2022-2023, 2023-2024, 2024-2025
- Coppa del Lussemburgo:

Finalista: 1992-1993, 1993-1994, 2001-2002, 2010-2011, 2013-2014, 2014-2015, 2021-2022, 2024-2025

## Statistiche

### Partecipazione alle coppe europee
| Competizione                  | Partite | V | N | P  | GF | GS |
| ----------------------------- | ------- | - | - | -- | -- | -- |
| UEFA Champions League         | 37      | 7 | 6 | 25 | 43 | 95 |
| Coppa delle Coppe UEFA        | 8       | 0 | 2 | 6  | 7  | 37 |
| Coppa UEFA/UEFA Europa League | 14      | 2 | 2 | 10 | 8  | 28 |

## Organico

### Rosa 2023-2024
| N. |                        | Ruolo | Calciatore                 |
| -- | ---------------------- | ----- | -------------------------- |
| 1  | Lussemburgo (bandiera) | P     | Lucas Fox                  |
| 3  | Lussemburgo (bandiera) | D     | Noé Ewert                  |
| 4  | Belgio (bandiera)      | D     | Kobe Cools                 |
| 5  | Francia (bandiera)     | D     | Jules Diouf                |
| 6  | Lussemburgo (bandiera) | C     | Vova                       |
| 7  | Suriname (bandiera)    | A     | Yahcuroo Roemer            |
| 8  | Croazia (bandiera)     | C     | Filip Bojić                |
| 9  | Lussemburgo (bandiera) | A     | Edvin Muratovic            |
| 10 | Lussemburgo (bandiera) | A     | Edis Agović                |
| 11 | Marocco (bandiera)     | A     | Mohcine Nader              |
| 13 | Lussemburgo (bandiera) | P     | Enzo Esposito              |
| 14 | Lussemburgo (bandiera) | A     | Francisco Ninte Junior     |
| 15 | Lussemburgo (bandiera) | D     | Ricardo Delgado            |
| 16 | Belgio (bandiera)      | C     | Charles Morren             |
| 17 | Portogallo (bandiera)  | C     | Joscelino Silva Dos Santos |

| N. |                         | Ruolo | Calciatore         |
| -- | ----------------------- | ----- | ------------------ |
| 18 | Lussemburgo (bandiera)  | A     | Magnus Hansen      |
| 21 | Lussemburgo (bandiera)  | C     | Dejvid Sinani      |
| 22 | Burkina Faso (bandiera) | C     | Abdoul Kaboré      |
| 23 | Marocco (bandiera)      | A     | Samir Hadji        |
| 24 | Francia (bandiera)      | D     | Mehdi Kirch        |
| 25 | Lussemburgo (bandiera)  | P     | Jonathan Joubert   |
| 27 | Tunisia (bandiera)      | A     | Adel Bettaieb      |
| 28 | Lussemburgo (bandiera)  | C     | Ian Fialho Santos  |
| 33 | Lussemburgo (bandiera)  | D     | Chris Stumpf       |
| 34 | Lussemburgo (bandiera)  | D     | Sofiane Ikene      |
| 77 | Francia (bandiera)      | C     | Rayane Medjkoune   |
|    | Guinea (bandiera)       | A     | Mamadou Cellou Bah |
|    | Francia (bandiera)      | D     | Noa Ndawo          |
|    | Lussemburgo (bandiera)  | P     | Joao Alves Margato |
|    | Belgio (bandiera)       | C     | Jonathan Kiambu    |

### Rosa 2022-2023
| N. |                        | Ruolo | Calciatore                 |
| -- | ---------------------- | ----- | -------------------------- |
| 1  | Lussemburgo (bandiera) | P     | Lucas Fox                  |
| 3  | Lussemburgo (bandiera) | D     | Noé Ewert                  |
| 4  | Belgio (bandiera)      | D     | Kobe Cools                 |
| 5  | Francia (bandiera)     | D     | Jules Diouf                |
| 6  | Lussemburgo (bandiera) | C     | Vova                       |
| 7  | Lussemburgo (bandiera) | C     | Eliot Gashi                |
| 8  | Croazia (bandiera)     | C     | Filip Bojić                |
| 9  | Lussemburgo (bandiera) | A     | Edvin Muratovic            |
| 10 | Lussemburgo (bandiera) | A     | Edis Agović                |
| 11 | Marocco (bandiera)     | A     | Mohcine Nader              |
| 13 | Lussemburgo (bandiera) | P     | Enzo Esposito              |
| 14 | Lussemburgo (bandiera) | A     | Francisco Ninte Junior     |
| 15 | Lussemburgo (bandiera) | D     | Ricardo Delgado            |
| 16 | Belgio (bandiera)      | C     | Charles Morren             |
| 17 | Portogallo (bandiera)  | C     | Joscelino Silva Dos Santos |

| N. |                         | Ruolo | Calciatore         |
| -- | ----------------------- | ----- | ------------------ |
| 18 | Lussemburgo (bandiera)  | A     | Magnus Hansen      |
| 21 | Lussemburgo (bandiera)  | C     | Dejvid Sinani      |
| 22 | Burkina Faso (bandiera) | C     | Abdoul Kaboré      |
| 23 | Marocco (bandiera)      | A     | Samir Hadji        |
| 24 | Francia (bandiera)      | D     | Mehdi Kirch        |
| 25 | Lussemburgo (bandiera)  | P     | Jonathan Joubert   |
| 27 | Tunisia (bandiera)      | A     | Adel Bettaieb      |
| 28 | Lussemburgo (bandiera)  | C     | Ian Fialho Santos  |
| 33 | Lussemburgo (bandiera)  | D     | Chris Stumpf       |
| 34 | Lussemburgo (bandiera)  | D     | Sofiane Ikene      |
| 77 | Francia (bandiera)      | C     | Rayane Medjkoune   |
|    | Guinea (bandiera)       | A     | Mamadou Cellou Bah |
|    | Francia (bandiera)      | D     | Noa Ndawo          |
|    | Lussemburgo (bandiera)  | P     | Joao Alves Margato |
|    | Belgio (bandiera)       | C     | Jonathan Kiambu    |

### Rosa 2021-2022
| N. |                        | Ruolo | Calciatore                 |
| -- | ---------------------- | ----- | -------------------------- |
| 1  | Lussemburgo (bandiera) | P     | Lucas Fox                  |
| 3  | Lussemburgo (bandiera) | D     | Noé Ewert                  |
| 4  | Belgio (bandiera)      | D     | Kobe Cools                 |
| 5  | Francia (bandiera)     | D     | Jules Diouf                |
| 6  | Lussemburgo (bandiera) | C     | Vova                       |
| 7  | Lussemburgo (bandiera) | C     | Eliot Gashi                |
| 8  | Croazia (bandiera)     | C     | Filip Bojić                |
| 9  | Lussemburgo (bandiera) | A     | Edvin Muratovic            |
| 10 | Lussemburgo (bandiera) | A     | Edis Agović                |
| 11 | Marocco (bandiera)     | A     | Mohcine Nader              |
| 13 | Lussemburgo (bandiera) | P     | Enzo Esposito              |
| 14 | Lussemburgo (bandiera) | A     | Francisco Ninte Junior     |
| 15 | Lussemburgo (bandiera) | D     | Ricardo Delgado            |
| 16 | Belgio (bandiera)      | C     | Charles Morren             |
| 17 | Portogallo (bandiera)  | C     | Joscelino Silva Dos Santos |

| N. |                         | Ruolo | Calciatore         |
| -- | ----------------------- | ----- | ------------------ |
| 18 | Lussemburgo (bandiera)  | A     | Magnus Hansen      |
| 21 | Lussemburgo (bandiera)  | C     | Dejvid Sinani      |
| 22 | Burkina Faso (bandiera) | C     | Abdoul Kaboré      |
| 23 | Marocco (bandiera)      | A     | Samir Hadji        |
| 24 | Francia (bandiera)      | D     | Mehdi Kirch        |
| 25 | Lussemburgo (bandiera)  | P     | Jonathan Joubert   |
| 27 | Tunisia (bandiera)      | A     | Adel Bettaieb      |
| 28 | Lussemburgo (bandiera)  | C     | Ian Fialho Santos  |
| 33 | Lussemburgo (bandiera)  | D     | Chris Stumpf       |
| 34 | Lussemburgo (bandiera)  | D     | Sofiane Ikene      |
| 77 | Francia (bandiera)      | C     | Rayane Medjkoune   |
|    | Guinea (bandiera)       | A     | Mamadou Cellou Bah |
|    | Francia (bandiera)      | D     | Noa Ndawo          |
|    | Lussemburgo (bandiera)  | P     | Joao Alves Margato |
|    | Belgio (bandiera)       | C     | Jonathan Kiambu    |

### Rosa 2020-2021
| N. |                        | Ruolo | Calciatore             |
| -- | ---------------------- | ----- | ---------------------- |
| 1  | Lussemburgo (bandiera) | P     | Tim Kips               |
| 2  | Lussemburgo (bandiera) | D     | Noé Ewert              |
| 3  | Francia (bandiera)     | D     | Kevin Van Den Kerkhof  |
| 4  | Belgio (bandiera)      | D     | Kobe Cools             |
| 5  | Francia (bandiera)     | D     | Jules Diouf            |
| 6  | Lussemburgo (bandiera) | C     | Vova                   |
| 8  | Germania (bandiera)    | C     | Mario Pokar            |
| 9  | Lussemburgo (bandiera) | A     | Edvin Muratovic        |
| 10 | Lussemburgo (bandiera) | C     | Edis Agovic            |
| 11 | Portogallo (bandiera)  | A     | Bertino Cabral Barbosa |
| 13 | Lussemburgo (bandiera) | P     | Enzo Esposito          |
| 15 | Lussemburgo (bandiera) | D     | Ricardo Delgado        |
| 16 | Belgio (bandiera)      | C     | Charles Morren         |
| 17 | Lussemburgo (bandiera) | C     | Yannick Schaus         |
| 18 | Lussemburgo (bandiera) | A     | Magnus Hansen          |
| 19 | Marocco (bandiera)     | A     | Mohcine Nader          |

| N. |                        | Ruolo | Calciatore               |
| -- | ---------------------- | ----- | ------------------------ |
| 20 | Lussemburgo (bandiera) | D     | Dylan Martins Teixeira   |
| 24 | Francia (bandiera)     | D     | Mehdi Kirch              |
| 27 | Tunisia (bandiera)     | A     | Adel Bettaieb            |
| 28 | Lussemburgo (bandiera) | C     | Ian Fialho Santos        |
| 29 | Francia (bandiera)     | C     | Rayane Medjkoune         |
| 30 | Portogallo (bandiera)  | P     | Miguel Palha             |
| 33 | Lussemburgo (bandiera) | D     | Chris Stumpf             |
| 42 | Germania (bandiera)    | D     | Dejan Ngemba             |
| 44 | Lussemburgo (bandiera) | D     | Delvin Skenderović       |
| 77 | Francia (bandiera)     | P     | Tony Conti               |
| 80 | Francia (bandiera)     | D     | Sinan Altun              |
| 90 | Lussemburgo (bandiera) | C     | Tiago Rodrigues da Costa |
| 95 | Francia (bandiera)     | C     | Jordann Yéyé             |
|    | Croazia (bandiera)     | C     | Filip Bojić              |
|    | Lussemburgo (bandiera) | C     | Ryan Klapp               |

### Rosa 2019-2020
| N. |                        | Ruolo | Calciatore             |
| -- | ---------------------- | ----- | ---------------------- |
| 1  | Lussemburgo (bandiera) | P     | Jonathan Joubert       |
| 2  | Lussemburgo (bandiera) | D     | Chris Stumpf           |
| 3  | Lussemburgo (bandiera) | D     | Noé Ewert              |
| 5  | Lussemburgo (bandiera) | D     | Tom Schnell            |
| 7  | Lussemburgo (bandiera) | A     | Edis Agović            |
| 8  | Germania (bandiera)    | C     | Mario Pokar            |
| 9  | Lussemburgo (bandiera) | A     | Danel Sinani           |
| 10 | Germania (bandiera)    | C     | Dominik Stolz          |
| 11 | Portogallo (bandiera)  | A     | Bertino Cabral Barbosa |
| 13 | Italia (bandiera)      | A     | Omar Natami            |
| 15 | Lussemburgo (bandiera) | D     | Ricardo Delgado        |
| 18 | Francia (bandiera)     | A     | Laurent Pomponi        |
| 20 | Francia (bandiera)     | C     | Mickael Garos          |

| N. |                        | Ruolo | Calciatore            |
| -- | ---------------------- | ----- | --------------------- |
| 23 | Lussemburgo (bandiera) | A     | Ryan Klapp            |
| 24 | Francia (bandiera)     | D     | Mehdi Kirch           |
| 26 | Francia (bandiera)     | C     | Corenthyn Lavie       |
| 27 | Francia (bandiera)     | A     | Adel Bettaieb         |
| 28 | Belgio (bandiera)      | C     | Charles Morren        |
| 31 | Belgio (bandiera)      | P     | Ilias Moutha-Sebtaoui |
| 33 | Lussemburgo (bandiera) | P     | Joé Frising           |
| 34 | Belgio (bandiera)      | D     | Mohamed Bouchouari    |
| 44 | Lussemburgo (bandiera) | D     | Delvin Skenderović    |
| 45 | Senegal (bandiera)     | D     | Salif Dramé           |
| 77 | Belgio (bandiera)      | C     | Sabir Bougrine        |
| 94 | Francia (bandiera)     | A     | Mehdi Ouamri          |

### Rosa 2018-2019
Rosa come da sito ufficiale, aggiornata al 31 agosto 2018.
| N. |                                 | Ruolo | Calciatore        |
| -- | ------------------------------- | ----- | ----------------- |
| 1  | Lussemburgo (bandiera)          | P     | Jonathan Joubert  |
| 2  | Lussemburgo (bandiera)          | D     | Clayton           |
| 3  | Serbia (bandiera)               | D     | Milan Biševac     |
| 4  | Lussemburgo (bandiera)          | D     | Kevin Malget      |
| 5  | Lussemburgo (bandiera)          | D     | Tom Schnell       |
| 6  | Germania (bandiera)             | C     | Marc-André Kruska |
| 7  | Bosnia ed Erzegovina (bandiera) | A     | Sanel Ibrahimović |
| 8  | Germania (bandiera)             | C     | Mario Pokar       |
| 9  | Lussemburgo (bandiera)          | A     | Danel Sinani      |
| 10 | Germania (bandiera)             | A     | Dominik Stolz     |
| 12 | Francia (bandiera)              | P     | Landry Bonnefoi   |
| 13 | Marocco (bandiera)              | C     | Sofian Benzouien  |
| 14 | Francia (bandiera)              | C     | Clément Couturier |
| 16 | Lussemburgo (bandiera)          | P     | Enzo Esposito     |
| 19 | Germania (bandiera)             | C     | Leon Jensen       |
| 21 | Germania (bandiera)             | A     | Patrick Stumpf    |
| 22 | Angola (bandiera)               | C     | Stélvio           |

| N. |                        | Ruolo | Calciatore         |
| -- | ---------------------- | ----- | ------------------ |
| 23 | Germania (bandiera)    | C     | Yannick Kakoko     |
| 24 | Bulgaria (bandiera)    | C     | Edisson Jordanov   |
| 25 | Lussemburgo (bandiera) | A     | Edis Agović        |
| 26 | Ghana (bandiera)       | D     | Jerry Prempeh      |
| 27 | Francia (bandiera)     | D     | Bryan Mélisse      |
| 28 | Francia (bandiera)     | A     | Nicolas Perez      |
| 29 | Belgio (bandiera)      | A     | Glenn Protin       |
| 33 | Lussemburgo (bandiera) | P     | Joé Frising        |
| 35 | Lussemburgo (bandiera) | D     | Daniel Gonçalves   |
| 39 | Francia (bandiera)     | D     | Aniss El Hriti     |
| 44 | Lussemburgo (bandiera) | D     | Delvin Skenderović |
| 45 | Senegal (bandiera)     | D     | Salif Dramé        |
| 71 | Lettonia (bandiera)    | P     | Deņiss Pērkons     |
| 77 | Lussemburgo (bandiera) | A     | David Turpel       |
| 95 | Francia (bandiera)     | A     | Jordann Yéyé       |
| 99 | Georgia (bandiera)     | C     | Levan Kenia        |

### Rosa 2015-2016
| N. |                                 | Ruolo | Calciatore            |
| -- | ------------------------------- | ----- | --------------------- |
| 1  | Lussemburgo (bandiera)          | P     | Jonathan Joubert      |
| 2  | Lussemburgo (bandiera)          | D     | Clayton               |
| 3  | Francia (bandiera)              | D     | Romain Ney            |
| 4  | Lussemburgo (bandiera)          | D     | Yann Marques          |
| 5  | Lussemburgo (bandiera)          | D     | Tom Schnell           |
| 7  | Bosnia ed Erzegovina (bandiera) | A     | Sanel Ibrahimović     |
| 8  | Lussemburgo (bandiera)          | C     | Raphaël de Sousa      |
| 9  | Lussemburgo (bandiera)          | A     | Daniel da Mota        |
| 10 | Belgio (bandiera)               | C     | Yassine Benajiba      |
| 11 | Francia (bandiera)              | C     | Dylan Deligny         |
| 12 | Lussemburgo (bandiera)          | C     | Sven Kalisa           |
| 13 | Italia (bandiera)               | C     | Mairelli Romolo       |
| 14 | Lussemburgo (bandiera)          | C     | Joël Pedro            |
| 15 | Lussemburgo (bandiera)          | A     | Patrik Teixeira Pinto |
| 16 | Lussemburgo (bandiera)          | C     | Elvis Sousa           |

| N. |                         | Ruolo | Calciatore          |
| -- | ----------------------- | ----- | ------------------- |
| 17 | Lussemburgo (bandiera)  | C     | Julien Humbert      |
| 18 | Belgio (bandiera)       | P     | Michaël Clepkens    |
| 19 | RD del Congo (bandiera) | D     | Rodrigue Dikaba     |
| 20 | Francia (bandiera)      | C     | Lilian Bochet       |
| 22 | Angola (bandiera)       | C     | Stélvio             |
| 23 | Lussemburgo (bandiera)  | P     | Max Kerschen        |
| 25 | Francia (bandiera)      | C     | Kevin Nakache       |
| 26 | Ghana (bandiera)        | D     | Jerry Prempeh       |
| 27 | Belgio (bandiera)       | D     | Donovan Maury       |
| 28 | Francia (bandiera)      | C     | Frédéric Marques    |
| 29 | Lussemburgo (bandiera)  | D     | Kevin Malget        |
| 30 | Francia (bandiera)      | C     | Alexandre Laurentié |
| 77 | Lussemburgo (bandiera)  | A     | David Turpel        |
| 91 | Francia (bandiera)      | C     | Gregory Adler       |

### Rosa 2012-2013
| N. |                        | Ruolo | Calciatore            |
| -- | ---------------------- | ----- | --------------------- |
| 1  | Lussemburgo (bandiera) | P     | Jonathan Joubert (C)  |
| 2  | Ghana (bandiera)       | D     | Jerry Prempeh         |
| 3  | Lussemburgo (bandiera) | D     | Massimo Martino       |
| 4  | Francia (bandiera)     | D     | Julien Tournut        |
| 5  | Francia (bandiera)     | D     | Jean-Philippe Caillet |
| 6  | Lussemburgo (bandiera) | C     | Ben Payal             |
| 7  | Lussemburgo (bandiera) | A     | Aurélien Joachim      |
| 8  | Francia (bandiera)     | C     | Gael Hug              |
| 9  | Lussemburgo (bandiera) | A     | Daniel Da Moya        |
| 11 | Lussemburgo (bandiera) | A     | Joël Kitenge          |
| 13 | Marocco (bandiera)     | C     | Sofian Benzouien      |

| N. |                        | Ruolo | Calciatore            |
| -- | ---------------------- | ----- | --------------------- |
| 17 | Francia (bandiera)     | A     | Daniel Gomez          |
| 18 | Belgio (bandiera)      | C     | Jean-Sebastien Legros |
| 19 | Lussemburgo (bandiera) | D     | Kevin Malget          |
| 20 | Francia (bandiera)     | C     | Ilies Haddadji        |
| 21 | Francia (bandiera)     | P     | Michael Menetrier     |
| 22 | Francia (bandiera)     | A     | Bryan Mélisse         |
| 23 | Francia (bandiera)     | A     | Lehit Zeghdane        |
| 24 | Lussemburgo (bandiera) | P     | Yan Sagramola         |
| 25 | Italia (bandiera)      | C     | Mairelli Romolo       |
| 29 | Francia (bandiera)     | C     | Morgan Betorangal     |

### Rosa 2011-2012
| N. |                        | Ruolo | Calciatore            |
| -- | ---------------------- | ----- | --------------------- |
| 1  | Lussemburgo (bandiera) | P     | Jonathan Joubert      |
| 2  | Francia (bandiera)     | D     | Julien Tournut        |
| 3  | Francia (bandiera)     | D     | Loïc Mouny            |
| 4  | Belgio (bandiera)      | D     | Jeffrey Rentmeister   |
| 5  | Francia (bandiera)     | D     | Jean-Philippe Caillet |
| 6  | Lussemburgo (bandiera) | C     | Ben Payal             |
| 7  | Francia (bandiera)     | C     | Bryan Melisse         |
| 8  | Belgio (bandiera)      | C     | Paco Sanchez          |
| 9  | Lussemburgo (bandiera) | A     | Daniel Da Mota        |
| 10 | Belgio (bandiera)      | C     | Jean-Sébastien Legros |
| 11 | Lussemburgo (bandiera) | A     | Aurélien Joachim      |
| 12 | Lussemburgo (bandiera) | P     | Lou Consbruck         |

| N. |                        | Ruolo | Calciatore          |
| -- | ---------------------- | ----- | ------------------- |
| 13 | Marocco (bandiera)     | D     | Sofian Benzouien    |
| 14 | Polonia (bandiera)     | A     | Tomasz Gruszczyński |
| 15 | Francia (bandiera)     | C     | Romain Ollé-Nicolle |
| 16 | Lussemburgo (bandiera) | C     | Stefano Bensi       |
| 17 | Belgio (bandiera)      | C     | Michaël Wiggers     |
| 18 | Lussemburgo (bandiera) | C     | Jun Cai Wang        |
| 19 | Lussemburgo (bandiera) | D     | Kevin Malget        |
| 20 | Lussemburgo (bandiera) | C     | Fahret Selimovic    |
| 21 | Francia (bandiera)     | D     | Lehit Zeghdane      |
| 22 | Lussemburgo (bandiera) | P     | Yannik Jorge        |
| 23 | Nigeria (bandiera)     | A     | Amodou Abdullei     |